# Linfangiectasia

## (Hipoproteinemia idiopática)
A linfangiectasia intestinal é um distúrbio raro no qual os vasos linfáticos que irrigam o revestimento do intestino delgado ficam obstruídos, resultando em má absorção.
- Esse distúrbio é o resultado de vasos linfáticos intestinais formados incorretamente ou da obstrução do fluxo linfático do intestino.
- Diarreia e inchaço das pernas são os principais sintomas.
- O diagnóstico é baseado nos resultados de uma biópsia.
- Depois que a causa específica do distúrbio for tratada, seguir uma dieta pobre em gordura e rica em proteínas e tomar suplementos são medidas que podem ajudar a controlar os sintomas.

Os vasos linfáticos (consulte Considerações gerais sobre o sistema linfático) do trato digestivo transportam as gorduras digeridas que foram absorvidas pelo intestino delgado. Às vezes, as crianças nascem com vasos linfáticos da parede intestinal formados incorretamente, o que causa obstrução do fluxo de líquido linfático. Essas crianças costumam ser diagnosticadas antes dos três anos de idade. Com menor frequência, o fluxo de líquido linfático do trato digestivo pode sofrer obstrução em idade mais avançada como resultado de quadros clínicos como inflamação do pâncreas (pancreatite), tumores ou rigidez da membrana que reveste o coração (pericardite constritiva). A obstrução do fluxo linfático faz com que o líquido linfático retorne ao intestino, não permitindo que a gordura e as proteínas sejam absorvidas.

## Sintomas
Uma pessoa com linfangiectasia intestinal apresenta inchaço em uma ou nas duas pernas e diarreia. Náusea, vômito, fezes gordurosas e dor abdominal também podem ocorrer. Crianças têm seu crescimento retardado.

## Diagnóstico
- Biópsia
- Às vezes, linfangiografia de contraste

O médico geralmente faz o diagnóstico ao retirar tecido (biópsia) do intestino delgado por meio de um endoscópio (um tubo flexível para visualização equipado com uma fonte de luz e uma câmera no qual um pequeno cortador pode ser inserido). O tecido retirado é, então, examinado em um microscópio.
Às vezes, o médico injeta um líquido que pode ser visto em radiografias (agente de contraste) nos vasos linfáticos do pé (um exame denominado linfangiografia de contraste). O corante viaja até o abdômen e o tórax e pode mostrar os vasos linfáticos anormais do intestino.
Outros exames de sangue são feitos para identificar complicações do distúrbio. A pessoa pode ter baixos níveis de proteína, colesterol e leucócitos. Baixos níveis de proteína resultam em inchaço de tecido.

## Tratamento
- Tratamento da causa
- Suplementos e alterações na dieta
- Às vezes, cirurgia

Quando a causa da linfangiectasia intestinal é um quadro clínico específico, esse quadro é tratado.
Os sintomas podem ser aliviados mantendo-se uma dieta pobre em gorduras e rica em proteínas e tomando suplementos de cálcio, vitaminas e certos triglicérides (triglicérides de cadeia média), que são absorvidos e entram diretamente na corrente sanguínea, não através dos vasos linfáticos.
Em alguns casos cirurgia do intestino ou dos vasos linfáticos obstruídos pode ajudar.